# Parroquia de San Patricio

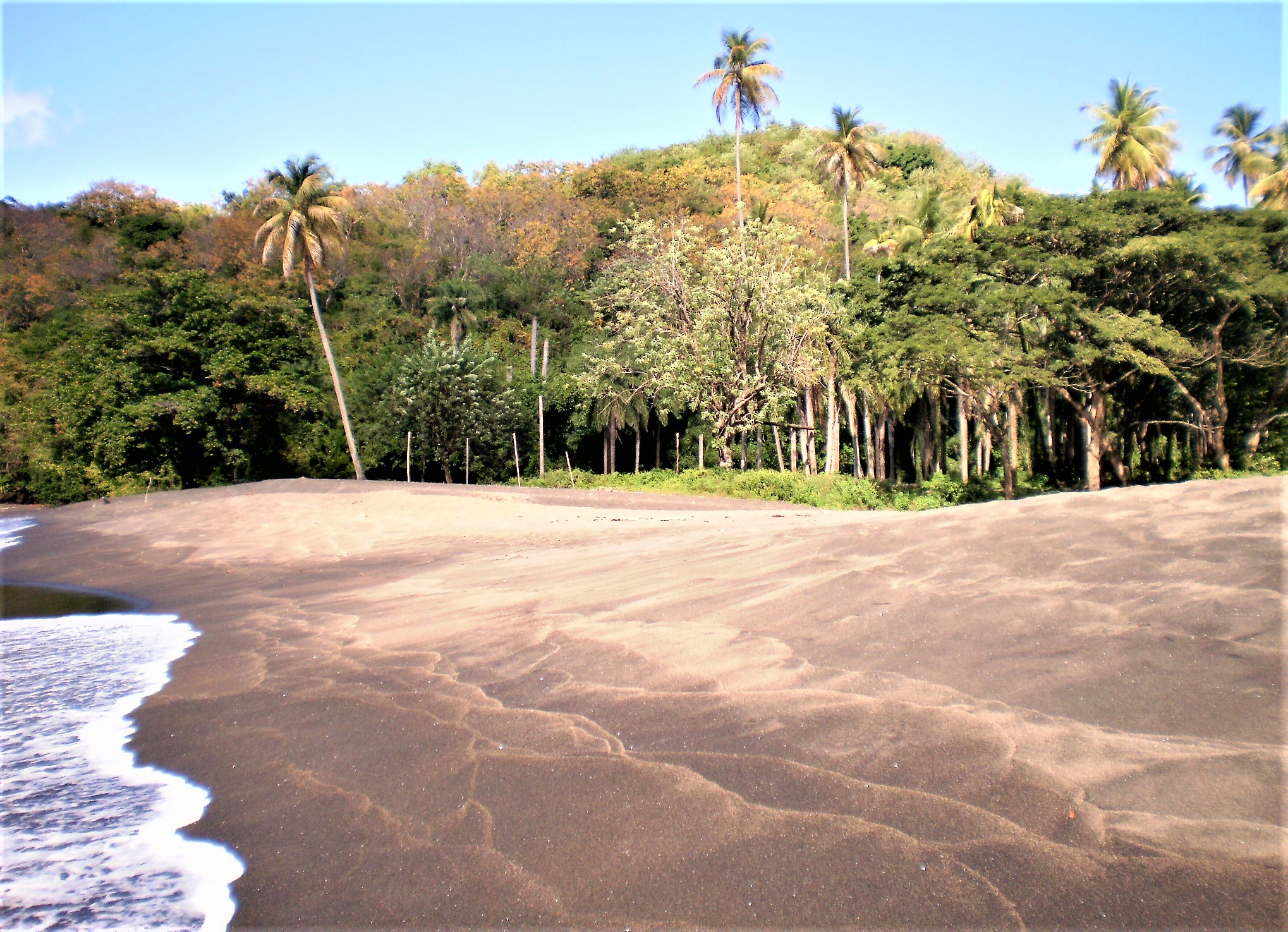
Playa de Princess Bay, de arena negra, en la parroquia de San Patricio

La parroquia de San Patricio (inglés: Saint Patrick Parish) es una de las seis divisiones administrativas de San Vicente y las Granadinas. Posee una población total de 5800 habitantes y una superficie de 37 km². Su densidad es de 156.8 habitantes por kilómetro cuadrado. Su ciudad capital es Barrouallie.
Pueblos y ciudades de esta parroquia:
- Barrouallie
- Hermitage
- Rutland Vale
- Spring Village